# Louis Duysburgh
Louis Ernest Duysburgh (Gent, 7 september 1891 - 1 maart 1959) was een Belgisch volksvertegenwoordiger.

## Levensloop
Duysburgh, van beroep groothandelaar, was rexistisch volksvertegenwoordiger voor het arrondissement Gent van 1936 tot 1939.
Het Algemeen Comiteit tot Verdediging van de Belangen der Kleine Burgerij was een koepel van lokale beroepsbonden van zelfstandigen, die werd opgericht in het voorjaar van 1914 en die aangesloten was bij het Katholiek Provinciaal Middenstandsverbond. Het groepeerde een hele reeks beroepsbonden. In juni 1931 werd de veertigjarige groothandelaar in kruidenierswaren Louis Duysburgh, gevestigd aan de Coupure, tot voorzitter verkozen. Hij zetelde pas sinds tien maanden in het bestuur maar had grote plannen. 
Hij had vooral ook politieke ambities en werd hierin binnen de katholieke partij gedwarsboomd door Fernand van Ackere, die veel invloed had bij de lijstsamenstelling binnen de Katholieke Partij en die ervoor had gezorgd dat Duysburgh in 1932 werd geweerd. Duysburgh zocht dan maar andere wegen en begon het Algemeen Comiteit meer te profileren als een zelfstandige onpartijdige middenstandsgroepering. Hij kreeg hiervoor de steun van de meeste voorzitters van de aangesloten beroepsbonden. In 1933 trad hij in contact met de Nationale Unie en het Eenheidsfront, twee andere middenstandsorganisaties. Hij startte een eigen tijdschrift, Onze Strijd, en wilde met het Algemeen Comiteit een eigen dienstencentrum opzetten. Het Comiteit begon protestmanifestaties te organiseren en een meer radicaal corporatief programma uit te werken. Het bestuur van het Algemeen Comiteit besliste in april 1936 met veertien stemmen tegen tien tot samenwerking met Rex. De breuk met de bij de katholieke partij aanleunende bonden was nu definitief. Onder het voorzitterschap van Jules Storme werd een nieuwe middenstandsbond gesticht. 
In 1936 werd Duysburgh verkozen op de kartellijst met Rex voor het arrondissement Gent. De samenwerking was van korte duur. Degenen die niet tot Rex behoorden, bekommerden zich niet om de partijtucht die Léon Degrelle wilde opleggen. Al in 1937 verscheen Duysburgh niet meer op de Rex-meetings die in Vlaanderen werden georganiseerd. De alliantie met Degrelle werd definitief opgeblazen in het voorjaar van 1939. Bij de daaropvolgende parlementsverkiezingen stelde Duysburgh zich geen kandidaat meer.
Duysburgh zetelde in de Oost-Vlaamse Kamer van Ambachten en Neringen. Hij was ook actief in VEV Gent en was lid van de VEV-beheerraad (van 29 april 1933 tot 17 december 1945). 